# Kellochloa
Kellochloa é um género de plantas com flores pertencentes à família Poaceae.
A sua distribuição nativa encontra-se no centro e leste dos EUA.
Espécie:
- Kellochloa brachyantha (Steud.) Lizarazu, Nicola & Scataglini
- Kellochloa verrucosa (Muhl.) Lizarazu, Nicola & Scataglini